# Tortricinae
Tortricinae es una subfamilia  de lepidópteros ditrisios de la familia Tortricidae. Incluye varias plagas para la agricultura, así como algunas especies que pueden ser usadas como controles biológicos de malas hierbas invasoras. Tienden a ser polífagos (no especializados).

## Ciclo vital

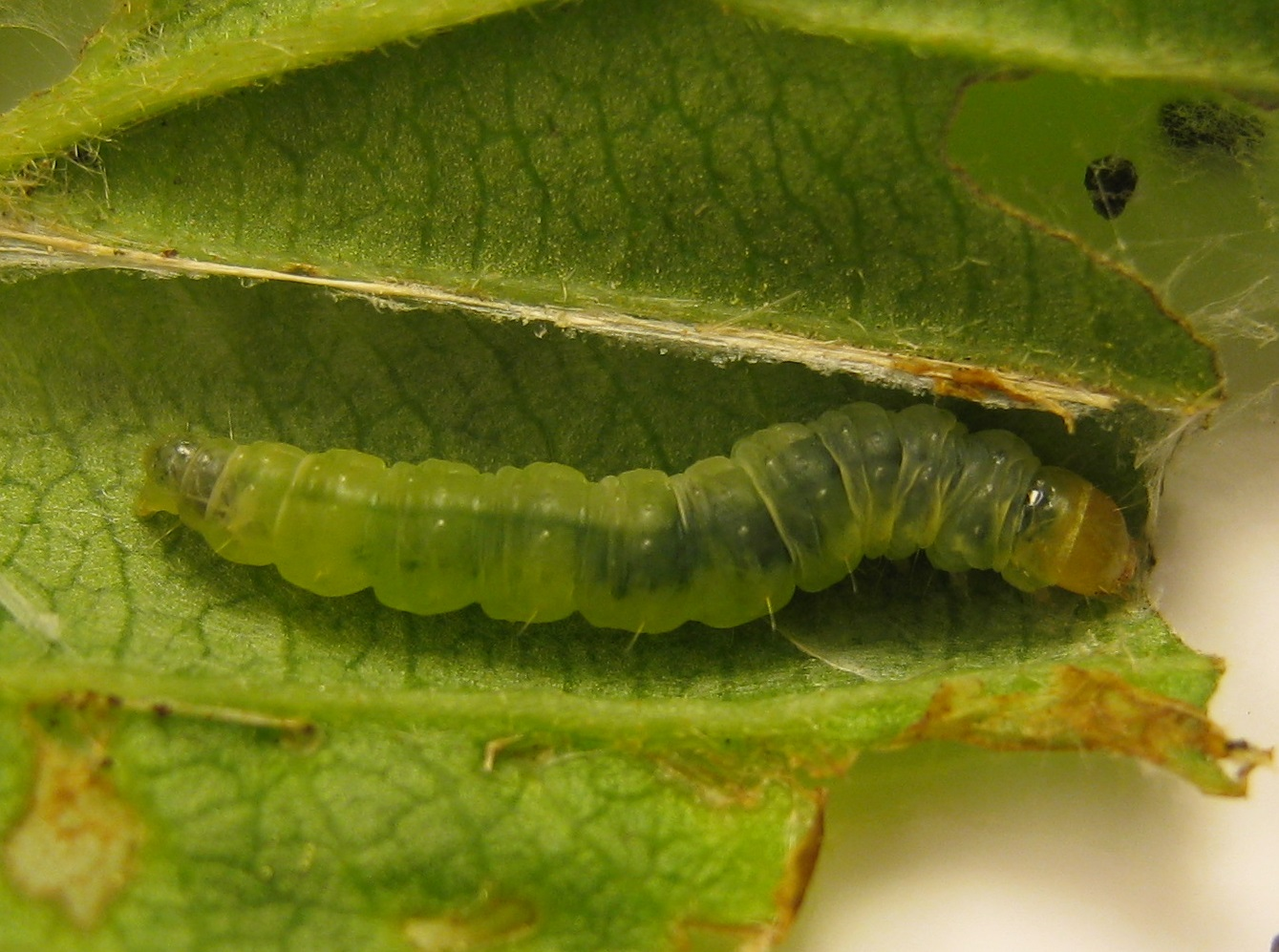
Larva de Acleris schalleriana en una hoja enrollada de Viburnum dentatum
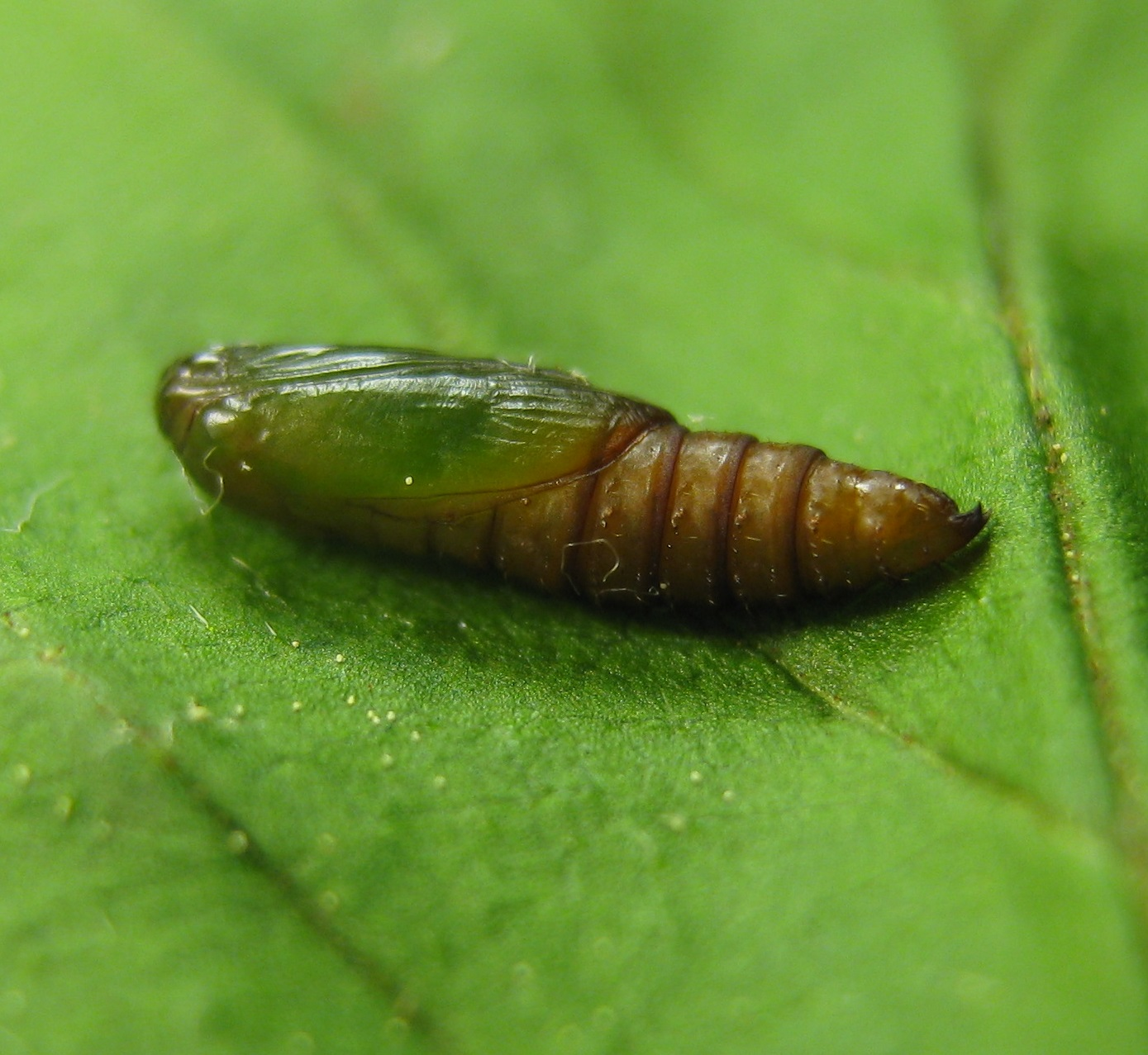
Pupa
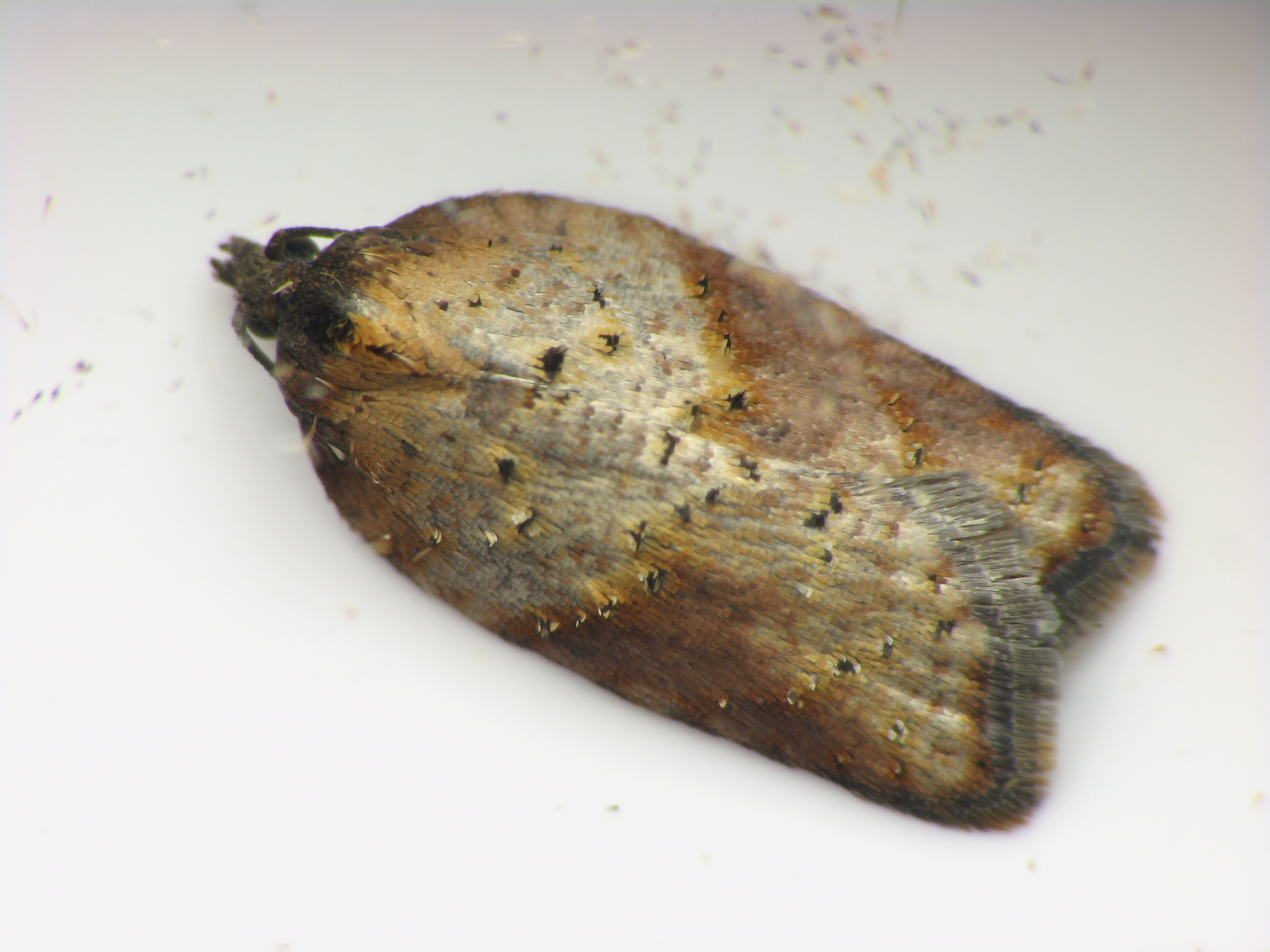
Adulto

## Tribus
- Archipini
- Atteriini
- Ceracini
- Cnephasiini
- Cochylini
- Epitymbiini
- Euliini
- Phricanthini
- Ramapesiini
- Schoenotenini
- Sparganothini
- Tortricini